# سارة مارديني
سارة مارديني (من مواليد 1995) هي سباحة سورية الأصل، ومنقذة وناشطة في مجال حقوق الإنسان . هربت من سوريا في العام 2015 أثناء الحرب الأهلية السورية مع شقيقتها السباحة الأولمبية يسرى مارديني، وسحبتا قاربهما مع لاجئين آخرين باتجاه ساحل اليونان للنجاة من الغرق. واصلت الأختان رحلتهما عبر دول البلقان، حتى وصلتا إلى برلين في ألمانيا في العام ذاته.
بعد أن حصلت الشقيقتان على حق اللجوء السياسي في ألمانيا، انضمت سارة مارديني إلى منظمة غير حكومية لمساعدة اللاجئين في جزيرة ليسبوس اليونانية. أعتقلت السلطات اليونانية سارة مارديني والناشط في مجال حقوق الإنسان شون بيندر عام 2018، متهمة إياهما بالتجسس والمساعدة في الهجرة غير الشرعية والانتماء إلى منظمة إجرامية. وقد دحضت منظمات حقوق الإنسان مثل كمنظمة العفو الدولية هذه التهم، واستنكرت الاتهامات الموجهة لمارديني وللعاملين في المجال الإنساني ودافعت عن أفعالهم باعتبارها أنشطة قانونية.

## نشأتها
نشأت سارة مارديني في داريا، إحدى ضواحي دمشق، مع والديها وشقيقتيها الصغريين يسرى وشهد. شجع والدها سارة ويسرى على خوض مسابقات السباحة، ودربهما كونه مدرب محترف وسباح سابق. في وقت لاحق، انضمت الفتاتان إلى فرق سباحة في سوريا وإلى فريق السباحة الوطني السوري.

## هجرتها
إثر تدمير منزل العائلة أثتاء الحرب الأهلية السورية، قررت سارة وأختها يسرى الهرب من سوريا في أغسطس 2015. غادرتا سوريا ووصلتا إلى لبنان ومن ثم إلى تركيا. استقلتا قاربا رفقة 18 من المهاجرين الآخرين ليُهَرَّبوا إلى جزيرة يونانية. كان القارب مصمما لحمل ما لا يزيد عن 6 أو 7 أشخاص. بعد أن توقف المحرك عن العمل وبدأت المياه بالتسرب إلى القارب في بحر إيجه، قفز أربعة أشخاص يجيدون السباحة إلى الماء، ومن ضمنهم يسرى وسارة. عملوا على سحب القارب عبر المياه لأكثر من ثلاث ساعات، حتى وصل القارب إلى جزيرة ليسبوس. بعد ذلك، تنقلت الأختان سيرًا على الأقدام وبالحافلة والقطار عبر اليونان ودول البلقان والمجر والنمسا حتى وصلتا إلى ألمانيا، حيث استقرتا في برلين في سبتمبر 2015. التحق والدا سارة وأختها الصغرى ولجأوا إلي ألمانيا. في عام 2017، ألتحقت سارة مارديني بكلية بارد برلين إثر حصولها على منحة دراسية كاملة من برنامج الكلية للتعليم الدولي والتغيير الاجتماعي.

## نشاطها من أجل الاجئين وملاحقتها قانونيا
تحدثت سارة وأختها يسرى أمام الجمعية العامة للأمم المتحدة في نيويورك وفي ندوات في ألمانيا وفرنسا وبلجيكا وجمهورية التشيك وبلغاريا مناصرة للاجئين. في خريف العام 2016، عادت سارة مارديني وكانت قد بلغت 21 عامًا إلى ليسبوس للعمل كمنقذة متطوعة مع مركز الاستجابة للطوارئ الدولي (ERCI)، وهي منظمة غير حكومية يونانية إنسانية تعنى باللاجئين وتتعاون مع فرونتكس وسلطات الحدود اليونانية. أدارت المنظمة مركزاً طبياً في مخيم موريا للاجئين الذي وصفته هيومن رايتس ووتش ومنظمات أخرى بأنه "سجن مفتوح". عملت لمدة ستة أشهر في هذا المخيم كمترجمة لمساعدة اللاجئين قائلة عن التجربة: "أتحدث معهم وأقول لهم 'أنا أعرف ما تشعرون به فأنا قد مررت به. لقد عشت ذلك ونجوت '، فيشعرون بارتياح لأنني لاجئة مثلهم".
ألقي القبض على سارة مارديني في مطار ليسبوس في 21 أغسطس 2018 عندما كانت تنوي العودة إلى ألمانيا في بداية عامها الثاني في الكلية في برلين. في نفس اليوم، ذهب شون بيندر - وهو غواص إنقاذ مدرب ومتطوع في نفس المنظمة - إلى مركز الشرطة للقاء سارة مارديني، فاعتقل معها. كما وألقي القبض على عضو ثالث في المنظمة اسمه ناسوس كاراكيتسوس بعد فترة وجيزة.

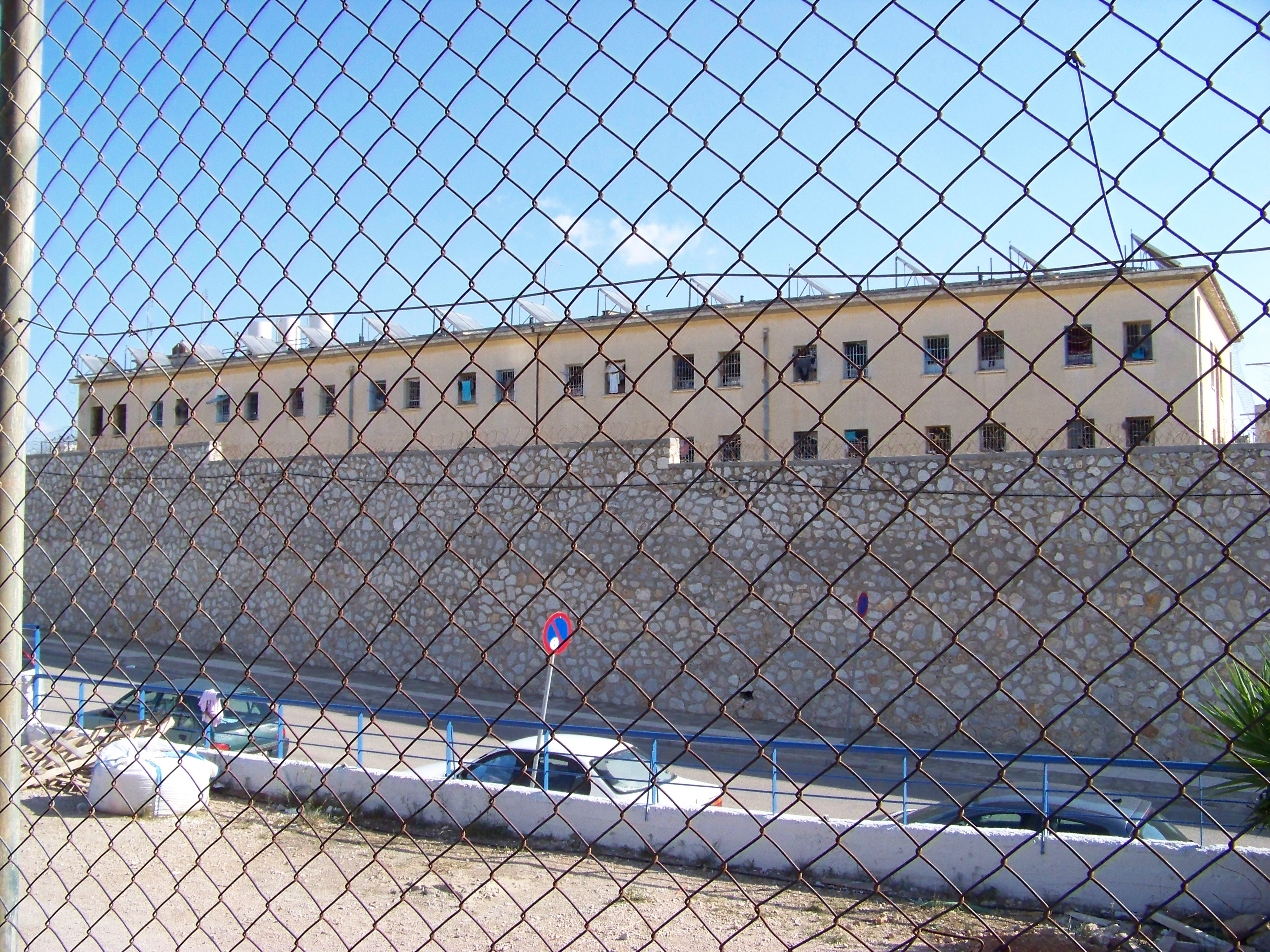
سجن كوريدالوس، حيث احتجزت سارة مارديني لمدة 106 أيام في الحبس الاحتياطي

وفقًا لتقرير في صحيفة الغارديان البريطانية، احتجزت سارة مارديني وشون بيندر في الحبس الاحتياطي لمدة 106 أيام، فأودعت مارديني في سجن كوريدالوس شديد الحراسة في أثينا. بعد أكثر من ثلاثة أشهر في السجن، أفرج عن بيندر ومارديني بكفالة قدرها 5000 يورو مما مكنهما من مغادرة اليونان. اتهمت السلطات اليونانية مارديني وبيندر ونشطاء يونانيون آخرون بالعضوية في منظمة إجرامية والاتجار بالبشر وغسيل الأموال والاحتيال.

### المحاكمة
قال محامو المتهمين إن السلطات اليونانية أخفقت في تقديم أدلة ملموسة تدعم اتهامات الموجهة ضدهما. في حالة الإدانة، يمكن أن يصل الحكم على المتهمين بالسجن لمدة 25 عامًا. إضافة للأعضاء ال24 السابقين في منظمة ERCI، يحاكم عدد من العاملين في المجال الإنساني في اليونان، وذلك على غرار ما حدث في إيطاليا، حيث جُرِّم تقديم المساعدة للمهاجرين.
في 18 نوفمبر 2021، أجلت محكمة في ليسبوس الإجراءات القانونية ضد 24 عضوًا في ERCI، ومنهم مارديني وبيندر "بسبب عدم اختصاص المحكمة" وأحالت القضية إلى محكمة أعلى. في 18 نوفمبر 2022، حضر بيندر ومارديني وزميلهما اليوناني ناسوس كاراكيتسوس استدعاء المحكمة في المحكمة الابتدائية، وأعلنوا أن ليس لديهم ما يضيفونه إلى تصريحاتهم السابقة. حدد تاريخ بدء المحاكمة في 10 يناير 2023، يواجه المتهمون فيها تهمًا مصنفة كجرائم جنح ، فيما لم ينته التحقيق في التهم الجنائية.
بعد ما يزيد عن أربع سنوات من الإجراءات القانونية المطولة من قبل السلطات اليونانية بدأت محاكمة 24 منقذًا في 10 يناير 2023. في 13 يناير، قضت المحكمة بأن تهم التجسس ضد مارديني والمتهمين الآخرين كانت غير مقبولة جزئيًا بناء على اعتراضات محاميهم. كان من بين الاعتراضات فشل المحكمة في البداية في ترجمة وثائق المتهمين الأجانب إلى لغة يمكنهم فهمها وكذلك التوثيق الخاطئ لبعض التهم. إلا أن تهمة الاتجار بالبشر لم تسقط، وعلقت إلى محاكمة الثانية. وفقًا لتقرير في صحيفة دي تسايت الأسبوعية الألمانية، فإن الحكم لا يعتبر بمثابة تبرئة كاملة لمارديني وبيندر والمتهمين الآخرين، بل فوز مرحلي وإشارة سياسية في إجراء أشار إليه تقرير البرلمان الأوروبي بأنه "حاليًا أكبر قضية تجريم للمناصرة في أوروبا". بعد صدور الحكم، علق شون بيندر للصحفيين خارج قاعة المحكمة:
 

## تصريحات منظمات حقوق الإنسان الدولية
انتقدت مقررة الأمم المتحدة الخاصة المعنية بحالة المدافعين عن حقوق الإنسان ماري لولر رفض السلطات اليونانية السماح لمارديني بحضور جلسة المحكمة في نوفمبر 2021 وقالت: "حقيقة أن السلطات قد أستغرقت أكثر من ثلاث سنوات في التحقيق في القضية كانت رادعا للمجتمع المدني العامل من أجل حقوق المهاجرين في اليونان". أما فيما يخص الاتهامات الموجهة لمارديني وبيندر، فقالت: "ما الذي وصلنا إليه حتى نحارب من يقدمون المناصرة؟ إن إصدار حكم بإدانة الآنسة مارديني والسيد بيندر سيكون يومًا أسودًا لليونان ويومًا أسودًا لحقوق الإنسان في أوروبا".
نُقل عن يورغوس كوزموبولوس كبير الناشطين في مجال الهجرة في منظمة العفو الدولية ما يلي: "هذه الاتهامات الملفقة هزلية ولا ينبغي أبدًا أن تؤدي إلى مثول سارة وشون أمام المحكمة. إن تأجيل الجلسة اليوم يعني أنه بعد انتظار دام أكثر من ثلاث سنوات، ستستمر هذه المحنة لسارة وشون في الجرجرة، مما يبقيهما معلقين. ندعو السلطات اليونانية إلى الوفاء بالتزاماتها في مجال حقوق الإنسان، وإسقاط التهم الموجهة إلى سارة وشون".

## في الثقافة الشعبية
وثقت الحياة المبكرة للأختين مارديني وهروبهما من سوريا إلى ألمانيا في كتاب السيرة الذاتية ليسرى مارديني بعنوان "الفراشة". كما أن سارة ويسرى مارديني هما الشخصيتان الرئيسيتان في فيلم "السباحتين"، الذي يتحدث عن سيرتهما. الفيلم من إخراج سالي الحسيني وإنتاج ستيفن دالدري. تلعب الأختان منال وناتالي عيسى دور البطولة مجسدتين الأختين سارة ويسرى مارديني. عُرض الفيلم لأول مرة في مهرجان تورونتو السينمائي الدولي في 8 سبتمبر 2022 وصدر للبث على منصة نتفليكس في نوفمبر 2022.

## أنظر أيضا
- أزمة المهاجرين الأوروبية 2015
- فرونتكس
- السباحتان (فيلم)

## روابط خارجية
- فيديو حول الاتهامات الموجهة ضد بيندر ومارديني وأعضاء آخرين في ERCI من إنتاج منظمة العفو الدولية
- فيديو "أنا لست مهرب بشر" مع سارة مارديني على بي بي سي نيوز
- فيديو "كيف اعتقلت بسبب توزيع البطانيات على اللاجئين" مع سارة مارديني في TEDxLondonWomen
- تقرير 2020 حول الإجراءات الأوروبية التقييدية والعقابية والعقابية ضد الأشخاص الذين يدافعون عن حقوق اللاجئين والمهاجرين. بواسطة منظمة العفو الدولية